# Jo Cals
Jozef Maria Laurens Theo "Jo" Cals  (Roermond, 18 de juliol de 1914 - La Haia, 30 de desembre de 1971) va ser un polític neerlandès del Partit Popular Catòlic (Katholieke Volkspartij, KVP), que va servir com a primer ministre dels Països Baixos entre el 14 d'abril de 1965 i el 22 de novembre de 1966. Advocat de professió, va servir com a Ministre d'Educació, Cultura i Ciència entre el 2 de juliol de 1952 i el 24 de juliol de 1963, i anteriorment Secretari d'Estat per a l'Educació, Cultura i Ciència, entre el 15 de març de 1950 i el 2 de setembre de 1952. Va ser membre de la Cambra de Representants.
Va morir a causa d'una no especificada malaltia neurològica a l'hospital MCH Westeinde a la Haia el 30 de desembre 1971 a l'edat de cinquanta-set anys.